# Уилкинсон, Теодор
Теодор Старк Уилкинсон (англ. Theodore Stark Wilkinson; 22 декабря 1888 — 21 февраля 1946) — вице-адмирал ВМФ США, участник мировых войн.

## Биография
Родился в Аннаполисе (штат Мэриленд). В 1905—1909 прошёл обучение в Военно-морской академии, после чего прослужил требуемые под законом перед производством в звание два года на эскадренных броненосцах «Канзас» и «Южная Каролина», и 5 июня 1911 года стал энсином. После учёбы в университете Джорджа Вашингтона получил 25 июля 1913 года назначение на линкор «Флорида». Во время службы на «Флориде» 21-22 апреля 1914 года принял участие в высадке в Веракрусе (Мексика) и был награждён Медалью Почёта.
4 августа 1914 года Теодор Уилкинсон получил назначение на броненосный крейсер «Теннеси», и два дня спустя отправился с ним в Европу для эвакуации граждан США, оказавшихся там в условиях начавшейся Первой мировой войны. 3 сентября он стал ассистентом военно-морского атташе в Париже, а месяц спустя вновь отправился на «Теннеси», находившийся в тот момент в Средиземноморье.
С июля 1916 по июль 1919 года Уилкинсон возглавлял Экспериментальный отдел Главного управления вооружения флота, где, в частности, занимался разработкой газовых и дымовых снарядов, а также минного оружия и глубинных бомб. После этого он вновь отправился в море, и служил начальником артиллерийской части сначала на «Канзасе», а затем на линкоре «Пенсильвания». В 1921—1922 годах Уилкинсон командовал эсминцами «Осборн», затем «Гофф», потом «Тэйлор», после чего вновь вернулся в Экспериментальный отдел Главное управление вооружения. С января 1925 по декабрь 1926 года командовал эсминцем «Кинг», затем возглавил отдел в Отделе офицерского персонала Навигационного бюро. В июне 1930 года он стал адъютантом при командующем Разведывательным флотом вице-адмирале Вилларде, а в декабре 1931 года — секретарём Военно-морского управления. С сентября 1934 года по июнь 1936 года служил на тяжёлом крейсере «Индианаполис», затем три года возглавлял Плановый отдел Навигационного бюро, после чего вновь вернулся на «Индианаполис» — на этот раз в качестве начальника штаба при командующем Разведывательным флотом. В январе 1941 года он получил под своё командование линкор «Миссисипи».
15 октября 1941 года Уилкинсон, произведённый в контр-адмиралы, возглавил Управление военно-морской разведки. В этой должности он предоставлял ответственным лицам информацию о том, что японцы, возможно, готовятся к нападению на американский флот, но ей не было уделено достаточно внимания; в частности, 2 декабря он сообщил, что японские консулы в США получили указание уничтожить свои шифры — что обычно предшествовало началу военных действий.
В августе 1942 года Уилкинсон был на короткое время поставлен во главе 2-й дивизии линкоров Тихоокеанского флота, а с января 1943 года стал заместителем командующего ВМФ в южной части Тихого океана адмирала Хэлси. В марте 1943 года Хэлси стал командующим 3-м флотом, а Уилкинсон в июле 1943 года возглавил 3-ю амфибийную группировку. В этой должности он разработал стратегию «лягушачьих прыжков», в соответствии с которой вместо того, чтобы атаковать сильно укреплённые японские базы, американские силы высаживались у них в тылу в незащищённых регионах, и, создавая там опорные пункты, перерезали японцам пути снабжения. Используя эту стратегию, силы под командованием Уилкинсона провели кампанию на Соломоновых островах и захватили позиции на побережье острова Бугенвиль. В августе 1944 года, во время операция на Каролинских и Марианских островах, Уилкинсон был произведён в вице-адмиралы. С 1 октября 1944 года по 18 января 1945 года он командовал 79-м ударным соединением, участвовавшим в высадке на Филиппинах.
В сентябре 1945 года Уилкинсон получил назначение в Военно-морское министерство США, а в январе 1946 года стал членом одного из подкомитетов Объединённого комитета начальников штабов.
21 февраля 1946 года во время трагического инцидента с пассажирским паромом он сумел спасти свою жену, но сам не выплыл. Похоронен на Арлингтонском национальном кладбище.